# 萨帕塔颂
萨帕塔颂是墨西哥恰帕斯州的武装组织萨帕塔民族解放军的国歌。这首歌的歌词取自墨西哥革命时的民歌 "Carabina 30-30"。

## 歌词
我们的前方是地平线
萨帕塔的战士们
你们的道路将会被指引
那些追随者
来吧，来吧，来吧，我们向前走
参加前方的斗争
因为我们的国家需要我们
所有萨帕塔主义者的努力
不管是男人、孩子还是女人
我们会一直努力
不管是农民还是工人
一切人民团结起来
来吧，来吧，来吧，我们向前走
参加前方的斗争
因为我们的国家需要我们
所有萨帕塔主义者的努力
我们的人民现在说
结束剥削
历史要求我们
解放斗争
来吧，来吧，来吧，我们向前走
参加前方的斗争
因为我们的国家需要我们
所有萨帕塔主义者的努力
你必须成为模范
并遵循我们的座右铭
愿为我们国家而活
或者为自由而死
来吧，来吧，来吧，我们向前走
参加前方的斗争
因为我们的国家需要我们
所有萨帕塔主义者的努力